# Agostino Gambino
Agostino Gambino (ur. 16 lipca 1933 w Genui, zm. 2 października 2021 w Rzymie) – włoski prawnik i nauczyciel akademicki, w latach 1995–1996 minister poczty i telekomunikacji.

## Życiorys
Z wykształcenia prawnik. Zajął się działalnością akademicką. Wykładał na Uniwersytecie w Sassari i na Uniwersytecie Ca’ Foscari w Wenecji. Później był profesorem na Uniwersytecie Rzymskim „La Sapienza” (od 2011 profesor emerytowany). W pracy naukowej specjalizował się w zagadnieniach z zakresu prawa handlowego w tym upadłościowego. Jednocześnie podjął prywatną praktykę w zawodzie adwokata.
Powoływany również w skład organów różnych przedsiębiorstw, a także resortowych komisji legislacyjnych. W 1994 został członkiem trzyosobowego zespołu mającego opracować rozwiązanie problemu konfliktu interesów premiera Silvia Berlusconiego. Od stycznia 1995 do maja 1996 sprawował urząd ministra poczty i telekomunikacji w rządzie Lamberta Diniego.
Odznaczony Orderem Zasługi Republiki Włoskiej I klasy (1996).